# Minúscula 700
Minúscula 700 (en la numeración Gregory-Aland), ε 133 (Soden), es un manuscrito griego en minúsculas de los Evangelios. Antiguamente fue etiquetado como 604 en todos los catálogos (Scrivener, Hoskier), Gregory dio el número 700 al mismo.  Es datado paleográficamente en el siglo XI.

## Descripción
El códice contiene el texto completo de los Evangelios en 297 hojas de pergamino (14,8 cm por 11,7 cm). El texto está escrito en una columna por página, 19 líneas por página, con letras minúsculas. Las letras iniciales son en oro. Los tocados sencillos y el apéndice son de oro.
El texto de los Evangelios se divide de acuerdo a los κεφαλαια (capítulos), cuyos números se colocan al margen del texto. Los τιτλοι (títulos) de los κεφαλαια se dan en la parte superior de las páginas. Las listas de los κεφαλαια (tablas de contenido) se colocan antes de cada Evangelio (Mateo, Marcos, Lucas). También hay una división en secciones más pequeñas, las secciones amonianas con referencias a los Cánones de Eusebio. Esto se hace en el Evangelio de Juan muy raramente.
Contiene la Epistula ad Carpianum, tablas de los Cánones de Eusebio al inicio del códice, suscripciones al final de cada Evangelio, ilustraciones de los evangelistas, marcas del leccionario al margen en oro. Carece de Marcos 11:26.

## Texto
En Mateo 27:16 tiene la famosa variante textual «Ιησουν τον Βαραββαν». Esta variante se encuentra en el Codex Coridethianus y manuscritos de la familia textual f1.
El texto griego del códice es representativo del tipo textual cesariano. Aland lo colocó en la Categoría III.
Según el Perfil del Método de Claremont, tiene texto mixto en Lucas 1, texto alejandrino en Lucas 10, y representa a la familia textual Kx en Lucas 20. Pertenece al subgrupo textual 35.
Contiene, junto con la minúscula 162, la remarcable lectura en el Evangelio de Lucas 11:2: ἐλθέτω τὸ πνεῦμά σου τὸ ἅγιον ἐφ' ἡμᾶς καὶ καθαρισάτω ἡμᾶς («Venga tu Espíritu Santo sobre nosotros y nos limpie») en lugar de ελθετω η βασιλεια σου («Venga a nosotros tu reino») en la Oración del Señor. Esta lectura peculiar no aparece en ningún otro manuscrito, pero se deriva de un muy antiguo arquetipo, ya que está presente en el texto del Marción del tercer Evangelio y también está atestiguada por el padre de la iglesia Gregorio de Nisa. En Lucas 11:4 la frase αλλα ρυσαι ημας απο του πονηρου («mas líbranos del mal») es omitida. Esta omisión se apoya en los manuscritos: Sinaiticus, B, L, f1 vg syrs copsa, bo, arm geo.
En Marcos 5:9 tiene απεκριθη λεγων como en los códices E, 565. Los otros manuscritos tienen:
λεγιων ονομα μοι — א, B, C, L, Δ
απεκριτη — D
λεγεων — A, W, Θ, f1, f13, Byz
En Marcos 10:19 la frase μη αποστερησης es omitida (como en los códices B, K, W, Ψ, f1, f13, 28, 1010, 1079, 1242, 1546, 2148, ℓ 10, ℓ 950, ℓ 1642, ℓ 1761, syrs, arm, geo. Esta omisión es típica para los manuscritos de tipo textual cesariano.
En Lucas 6:2 tiene οὐκ ἔξεστιν («no es lícito») en vez de οὐκ ἔξεστιν ποιεῖν («no es lícito hacer»); la lectura solamente es admitida por {\displaystyle {\mathfrak {P}}^{4}}, Vaticanus, Codex Bezae, Codex Nitriensis, lat, copsa, copbo, arm, geo.
En Juan 8:7 tiene αναβλεψας en lugar de ανακυψας, junto con U Λ f13.
En Juan 8:8 contiene, junto con U (030), 73, 331, 364, 658, 782, 1592 y algunos manuscritos armenios, la adición única ενος εκαστου αυτων τας αμαρτιας. Esta variante textual también se encuentra en algunos manuscritos latinos. 652 tiene esta variante al margen añadida por una mano posterior. 264 tiene esta variante en Juan 8:6.
Hoskier expones 2724 variaciones del Textus Receptus (de los cuales 791 son omisiones y 353 son adiciones). 270 variantes textuales no se repiten en cualquier otro manuscrito.

## Historia
El autor del códice es desconocido. Probablemente fue escrito en Constantinopla.
El manuscrito fue comprado en 1882 por la Biblioteca Británica.
Fue examinado por Burgon, descrito y estudiado por Simcox y Scrivener. El manuscrito actualmente se encuentra en la Biblioteca Británica, Egerton 2610 en Londres.

## Lectura adicional
- F. H. A. Scrivener (1983). Adversaria critica sacra. Cambridge.
- W. H. Simcox (1884). American Journal of Philology 4. Baltimore. pp. 454–465.
- Herman C. Hoskier (1890). A Full Account and Collation of the Greek Cursive Codex Evangelium 604. Londres.
- Burnett Hillman Streeter (1924). The Four Gospels: A Study of Origins. MacMillan.
- Bruce M. Metzger (1981). Manuscripts of the Greek Bible: An Introduction to Palaeography. Oxford: Oxford University Press. p. 122.